# Norge i olympiska sommarspelen 1984
Norge deltog med 103 deltagare vid de olympiska sommarspelen 1984 i Los Angeles. Totalt vann de tre medaljer och slutade på tjugoåttonde plats i medaljligan.

## Medaljer

### Silver
- Grete Waitz - Friidrott, maraton

### Brons
- Dag Otto Lauritzen - Cykling, linjelopp
- Hans Magnus Grepperud och Sverre Løken - Rodd, två utan styrman

## Boxning
Lätt weltervikt
- Javid Aslam

Lätt mellanvikt
- Simen Auseth

Tungvikt
- Magne Havnå

## Bågskytte
Herrarnas individuella
- Jan Roger Skyttesæter — 2465 poäng (→ 23:e plats)

## Cykling
Herrarnas linjelopp
- Dag Otto Lauritzen — +0:21 (→  Brons)
- Morten Sæther — +0:21 (→ 4:e plats)
- Atle Kvålsvoll — +6:48 (→ 20:e plats)
- Hans Petter Ødegaard — fullföljde inte (→ ingen placering)

Damernas linjelopp
- Unni Larsen — 2:11:14 (→ 4:e plats)
- Nina Søbye — 2:13:28 (→ 18:e plats)
- Hege Stendahl — 2:13:28 (→ 19:e plats)

## Fotboll
Gruppspel
|           | Spelade | Vinster | Oavgjorda | Förluster | Gjorda mål | Insläppta mål | Poäng |
| --------- | ------- | ------- | --------- | --------- | ---------- | ------------- | ----- |
| Frankrike | 3       | 1       | 2         | 0         | 5          | 4             | 4     |
| Chile     | 3       | 1       | 2         | 0         | 2          | 1             | 4     |
| Norge     | 3       | 1       | 1         | 1         | 3          | 2             | 3     |
| Qatar     | 3       | 0       | 1         | 2         | 2          | 5             | 1     |

## Friidrott
Herrarnas maraton
- Øyvind Dahl — 2:19:28 (→ 33:e plats)
- Stig Roar Husby — fullföljde inte (→ ingen placering)

Damernas maraton
- Grete Waitz — 2:26:18 (→  Silver)
- Ingrid Kristiansen — 2:27:34 (→ 4:e plats)
- Bente Moe — 2:40:52 (→ 26:e plats)

Herrarnas spjutkastning
- Per Erling Olsen
  - Kval — 87,76 meter
  - Final — 78,98 meter (→ 9:e plats)

- Reidar Lorentzen
  - Kval — 76,62 meter (gick inte vidare, 15:e plats)

Damernas spjutkastning
- Trine Hattestad
  - Omgång 1 — 62,68 meter
  - Final — 64,52 meter (→ 5:e plats)

Herrarnas diskuskastning
- Knut Hjeltnes
  - Omgång 1 — 60,80 meter (→ gick vidare till final)
  - Final — 65,28 meter (→ 4:e plats)

Herrarnas släggkastning
- Tore Johnsen – Omgång 1, 65,72 metres (gick inte vidare)

Herrarnas tiokamp
- Trond Skramstad
  - Resultat — 7579 poäng (→ 17:e plats)

Herrarnas 20 kilometer gång
- Erling Andersen — 1:25:42 (→ 8:e plats)

Herrarnas 50 kilometer gång
- Lars Ove Moen — 4:15:12 (→ 13:e plats)
- Erling Andersen — DSQ (→ ingen placering)

## Fäktning
Herrarnas florett
- Jeppe Normann

Herrarnas värja
- Nils Koppang
- Bård Vonen
- John Hugo Pedersen

Herrarnas värja, lag
- Paal Frisvold, Nils Koppang, John Hugo Pedersen, Ivar Schjøtt, Bård Vonen

## Simhopp
Herrarnas 3 m
- Jon Grunde Vegard – 531,48 (→ gick inte vidare)

Herrarnas 10 m
- Jon Grunde Vegard – 494,67 (→ 11:e plats)

Damernas 3 m
- Tine Tollan – 419,55 (→ gick inte vidare)

Damernas 10 m
- Tine Tollan – 341,31 (→ 12:e plats)